# Full Gear (2020)
Full Gear 2020 fue la segunda edición del Full Gear, un evento pago por visión de lucha libre profesional producido por la empresa estadounidense All Elite Wrestling. Tuvo lugar el 7 de noviembre de 2020 en el Daily's Place en Jacksonville, Florida.

## Producción
Durante All Out, All Elite Wrestling (AEW) anunció que su próximo pago por evento sería Full Gear, estableciendo así Full Gear como un evento anual para AEW.

## Antecedentes
En el episodio del 30 de septiembre de 2020 de Dynamite, se anunció que habrá un torneo de ocho hombres que culminaría en Full Gear, en donde el ganador recibiría una futura lucha por el Campeonato Mundial de AEW. Jungle Boy, Kenny Omega, Rey Fénix, Wardlow, Colt Cabana y Adam Page fueron anunciados como participantes. El torneo se llevó a cabo durante el mes siguiente con los excompañeros del equipo Omega y Page avanzando a la final en Full Gear.
El 13 de agosto de 2020 en el episodio de Dynamite, Brodie Lee derrotó a Cody para ganar el Campeonato TNT de AEW, y después del combate él y The Dark Order atacaron aún más a Cody y al resto de la Nightmare Family. El 30 de septiembre en Dynamite, Cody regresó a AEW y atacó a Lee y The Dark Order; Lee lanzó un desafío a Cody por el título en un Dog Collar Match, que Cody aceptó la semana siguiente. El combate tuvo lugar el 7 de octubre y Cody derrotó a Lee para recuperar el campeonato. Después de luchar contra Orange Cassidy hasta un límite de tiempo y retener el título, se anunció que Cody defendería el título contra Darby Allin en Full Gear.
El 23 de septiembre en Dynamite, Jon Moxley retuvo el Campeonato Mundial de AEW sobre Eddie Kingston al hacer que quedara inconsciente. El 14 de octubre en Dynamite, Kingston atacó a Moxley después del combate de este último con Lance Archer, proclamando que nunca se había rendido. La semana siguiente, estaba programado que Moxley defendiera el título contra Kingston en un «I Quit» Match en Full Gear.
El 14 de octubre en Dynamite, se anunció que habría una lucha de cuatro equipos por equipos la semana siguiente, con el equipo ganador desafiando a FTR por el Campeonato Mundial de Parejas de AEW, con los cuatro equipos elegidos al azar. Los cuatro equipos seleccionados fueron Private Party (Isiah Kassidy & Marq Quen), The Dark Order (Alex Reynolds & John Silver), The Butcher & The Blade y The Young Bucks (Matt Jackson & Nick Jackson).

## Resultados
Entre paréntesis, se indica el tiempo de cada combate.
- The Buy In: Serena Deeb derrotó a Allysin Kay y retuvo el Campeonato Mundial Femenino de la NWA (10:25).[9]
  - Deeb forzó a Kay a rendirse con un «Serenity Lock».
  - Después de la lucha, Thunder Rosa salió a confrontar a Deeb.
- Kenny Omega derrotó a "Hangman" Adam Page y ganó una oportunidad por el Campeonato Mundial de AEW (16:25).[10]
  - Omega cubrió a Page después de dos «V-Trigger» y un «One-Winged Angel».
  - El Megacampeonato de AAA de Omega no estuvo en juego.
- Orange Cassidy derrotó a John Silver (9:40).[10]
  - Cassidy cubrió a Silver después de un «Orange Punch» y un «Beach Break».
- Darby Allin derrotó a Cody (con Arn Anderson) y ganó el Campeonato TNT de AEW (17:00).[10]
  - Allin cubrió a Cody después de revertir un «Roll-up» en otro «Roll-up».
  - Después de la lucha, Brian Cage y Ricky Starks atacaron a Allin y Cody, pero fueron detenidos por Will Hobbs.
- Hikaru Shida derrotó a Nyla Rose (con Vickie Guerrero) y retuvo el Campeonato Mundial Femenino de AEW (14:10).[10]
  - Shida cubrió a Rose después de un «Running Knee».
  - Durante la lucha, Guerrero interfirió a favor de Rose.
- The Young Bucks (Matt Jackson & Nick Jackson) derrotaron a FTR (Cash Wheeler & Dax Harwood) y ganaron el Campeonato Mundial en Parejas de AEW (28:35).[10]
  - Nick cubrió a Wheeler después de un «Superkick» con el pie descubierto.
  - Si The Young Bucks perdían, no podrían volver a competir por los títulos en un futuro.
  - Esta lucha fue calificada con 5.25 estrellas por el periodista Dave Meltzer, siendo el quinto combate de AEW en recibir esta calificación.
- Matt Hardy derrotó a Sammy Guevara en un The Elite Deletion Match (19:40).[10]
  - Hardy cubrió a Guevara después de un «Con-chair-to».
  - Durante la lucha, Proud N' Powerful (Santana & Ortiz) y Gangrel interfirieron a favor de Guevara, mientras que Private Party (Isiah Kassidy & Marq Quen) y The Hurricane interfirieron a favor de Hardy.
- MJF (con Wardlow) derrotó a Chris Jericho (con Jake Hager) (16:10).[10]
  - MJF cubrió a Jericho con un «Roll-up».
  - Durante la lucha, Wardlow interfirió a favor de MJF, mientras que Hager interfirió a favor de Jericho.
  - Como resultado, MJF se unió a The Inner Circle.
- Jon Moxley derrotó a Eddie Kingston en un «I Quit» Match y retuvo el Campeonato Mundial de AEW (17:35).[10]
  - Moxley ganó la lucha después de que Kingston dijera «I Quit» tras aplicarle un «Bulldog Choke» utilizando un alambre de púas.
  - Después de la lucha, Kenny Omega salió a confrontar a Moxley.

### Torneo para ser el contendiente por el Campeonato Mundial de AEW
|  | Cuartos de finales Dynamite 21 de octubre | Cuartos de finales Dynamite 21 de octubre | Cuartos de finales Dynamite 21 de octubre |             |                 | Semifinales Dynamite 28 de octubre | Semifinales Dynamite 28 de octubre | Semifinales Dynamite 28 de octubre |  |             | Final Full Gear 7 de noviembre | Final Full Gear 7 de noviembre | Final Full Gear 7 de noviembre |  |
|  |                                           |                                           |                                           |             |                 |                                    |                                    |                                    |  |             |                                |                                |                                |  |
|  |                                           |                                           |                                           |             |                 |                                    |                                    |                                    |  |             |                                |                                |                                |  |
|  | 1                                         | Penta El Zero M                           | 14:00                                     |             |                 |                                    |                                    |                                    |  |             |                                |                                |                                |  |
|  | 1                                         | Penta El Zero M                           | 14:00                                     |             |                 |                                    |                                    |                                    |  |             |                                |                                |                                |  |
|  | 8                                         | Rey Fénix                                 | Pin                                       |             |                 |                                    |                                    |                                    |  |             |                                |                                |                                |  |
|  | 8                                         | Rey Fénix                                 | Pin                                       |             | Penta El Zero M | Penta El Zero M                    | 17:15                              |                                    |  |             |                                |                                |                                |  |
|  |                                           |                                           |                                           |             | Penta El Zero M | Penta El Zero M                    | 17:15                              |                                    |  |             |                                |                                |                                |  |
|  |                                           |                                           | Kenny Omega                               | Kenny Omega | Pin             |                                    |                                    |                                    |  |             |                                |                                |                                |  |
|  | 5                                         | Kenny Omega                               | Kenny Omega                               | Kenny Omega | Pin             | Pin                                |                                    |                                    |  |             |                                |                                |                                |  |
|  | 5                                         | Kenny Omega                               |                                           |             |                 |                                    |                                    |                                    |  |             |                                |                                |                                |  |
|  | 4                                         | Sonny Kiss                                | 0:25                                      |             |                 |                                    |                                    |                                    |  |             |                                |                                |                                |  |
|  | 4                                         | Sonny Kiss                                | 0:25                                      |             |                 |                                    |                                    |                                    |  | Kenny Omega | Kenny Omega                    | Pin                            |                                |  |
|  |                                           |                                           |                                           |             |                 |                                    |                                    |                                    |  | Kenny Omega | Kenny Omega                    | Pin                            |                                |  |
|  |                                           |                                           | Adam Page                                 | Adam Page   | 16:25           |                                    |                                    |                                    |  |             |                                |                                |                                |  |
|  | 3                                         | Colt Cabana                               | Adam Page                                 | Adam Page   | 16:25           | 10:50                              |                                    |                                    |  |             |                                |                                |                                |  |
|  | 3                                         | Colt Cabana                               |                                           |             |                 |                                    |                                    |                                    |  |             |                                |                                |                                |  |
|  | 6                                         | Adam Page                                 | Pin                                       |             |                 |                                    |                                    |                                    |  |             |                                |                                |                                |  |
|  | 6                                         | Adam Page                                 | Pin                                       |             | Adam Page       | Adam Page                          | Pin                                |                                    |  |             |                                |                                |                                |  |
|  |                                           |                                           |                                           |             | Adam Page       | Adam Page                          | Pin                                |                                    |  |             |                                |                                |                                |  |
|  |                                           |                                           | Wardlow                                   | Wardlow     | 9:50            |                                    |                                    |                                    |  |             |                                |                                |                                |  |
|  | 7                                         | Wardlow                                   | Wardlow                                   | Wardlow     | 9:50            | Pin                                |                                    |                                    |  |             |                                |                                |                                |  |
|  | 7                                         | Wardlow                                   |                                           |             |                 |                                    |                                    |                                    |  |             |                                |                                |                                |  |
|  | 2                                         | Jungle Boy                                | 8:20                                      |             |                 |                                    |                                    |                                    |  |             |                                |                                |                                |  |
|  | 2                                         | Jungle Boy                                | 8:20                                      |             |                 |                                    |                                    |                                    |  |             |                                |                                |                                |  |
|  |                                           |                                           |                                           |             |                 |                                    |                                    |                                    |  |             |                                |                                |                                |  |

## Otros roles
Comentaristas en español
- Alex Abrahantes
- Dasha Gonzalez
- Willie Urbina

Comentaristas en inglés
- Don Callis - estuvo en la lucha de Omega vs. Page.
- Excalibur - estuvo en el The Buy In
- Jim Ross
- Tony Schiavone - estuvo en el The Buy In

Entrevistadores
- Alex Marvez

Anunciadores
- Justin Roberts

Árbitros
- Aubrey Edwards
- Bryce Remsburg
- Earl Hebner
- Frank Gastineau
- Mike Chioda
- Paul Turner
- Rick Knox